# رابرت ولس (آهنگساز)
رابرت ولس (به انگلیسی: Robert Wells) (زاده ۷ آوریل ۱۹۶۲) خواننده سوئدی است.
او در مسابقه آواز یوروویژن ۲۰۱۰ به همراه ۳+۲ نماینده بلاروس بود.